# 波列琴斯科耶湖
56°06′40″N 30°29′21″E / 56.11111°N 30.48917°E
波列琴斯科耶湖（俄语：Пореченское），是俄羅斯的湖泊，位於該國西北部，由普斯科夫州負責管轄，處於大盧基區，面積1.5平方公里，集水區面積3.77平方公里，平均水深2米，最大水深6米。